# 沁河公园
沁河公园或称沁河沿岸绿化带，位于河北邯郸市市中心的沁河南北两岸，西起浴新大街，东到滏东大街滏阳河，两岸总长8000米，目前归邯郸园林局两河管理处管理。

## 历史
最初的沁河是一条小河沟，两岸是没有植被的泥土堆子，并且流通不畅，沿岸居民生活垃圾和污水都排泄到里面，河面散发着臭味。由于沁河流经长度长，沿岸人口密集，所以1983年邯郸市政府决定开发沁河两岸，在清除沁河两岸的生活垃圾基础上又修建成了护栏、围挡、河堤等，在河边两岸种植绿化带，又在绿化带两边修建能通过小型汽车的羊肠小道，最终把沿河两岸建成由21个小游园组成并具有游园、植物、亭榭、甬路等一定规模的沁河沿岸公园。最近几年，又加强了河岸两岸的绿化维护工作，重点实施了“五区、七坝、十桥”沁河两岸的景观建设，使沁河带状公园的景观得到显著提升。

## 规模
沁河位于市中心地带，贯穿主城区东西地带，也是邯郸主城区主要河流之一，自西向东流经中华大街、新兴大街、曙光街、光明大街、滏西大街等数条主要交通干线，最终到联防路附近和滏阳河汇合。全园总面积达252789平方米，水面面积1172776平方米，小游园21个，园林小品88件。并种植了竹子、龙爪槐、丁香青松、金丝柳、月季等各类植物3000余株，铺设草坪面积在3万平方米以上。

## 布局
- 学步园：沁河最西边就是具有悠久历史的学步桥，经过市政府多年的建设和开发，已经建成具有初步规模的学步桥景观带。
- 青年园：该园位于沁河和中华大街西北角地带，入园门口就是耸立着一举火炬和书籍塑像，书籍塑像上嵌有“知识就是力量”六个大字，周围还遍布着具有现代风格的藤萝架和蘑菇亭，还种植了银杏、山桃等多种花草灌木[參⁠ 2]。
- 野趣园：该园位于沁河公园中心地带，在曙光街和光明大街沁河南岸之间。该园内怪木丛生，自西向东排列着拟的人十二属相大型石雕[參⁠ 2]。
- 竹园：位于沁河北岸，园中遍布竹林，青松等常绿植物，周围不少的老年市民，经常来这里打太极拳和锻炼身体[參⁠ 2]。
- 夏花园：该园是以夏天时节开花的紫薇、合欢、栾树、木槿为主题的游园[參⁠ 2]。
- 蔷薇园：以蔷薇科植物为主[參⁠ 2]。
- 园丁园：以种植常青树木为主，目的是为附近原师专师生创造了学习何休息的环境[參⁠ 2]。

此外还有，春景园、秋景园、牡丹园、逍遥园、月季园、沁滏园、共青园等和两组河岸林带等。

## 特色
不同的设计风格和各具特色游园点缀在沁河两岸，其中还有50多个小型建筑，亭台阁榭，供游人休息纳凉，基本做到了园中有园，景中有景。特别是夏季时，园中繁花似锦，各类盆景和植物造型争奇斗艳，是市民休闲娱乐的主要去处之一。
公园为了方便市民锻炼健身，在园内增设了健身运动器械；又为爱遛鸟的人们设置了鸟笼架；还增设了十二生肖塑像及沙坑等设施以便儿童等玩耍。
2005年，市政府又将沁河沿岸使用了20多年的铁栏杆全部换成以古朴典雅造型、雕有邯郸历史文化故事为背景的青石板栏杆。更换范围从东边与滏阳河交汇处的康乐桥，西到人民桥，一共5030多根青石栏杆。

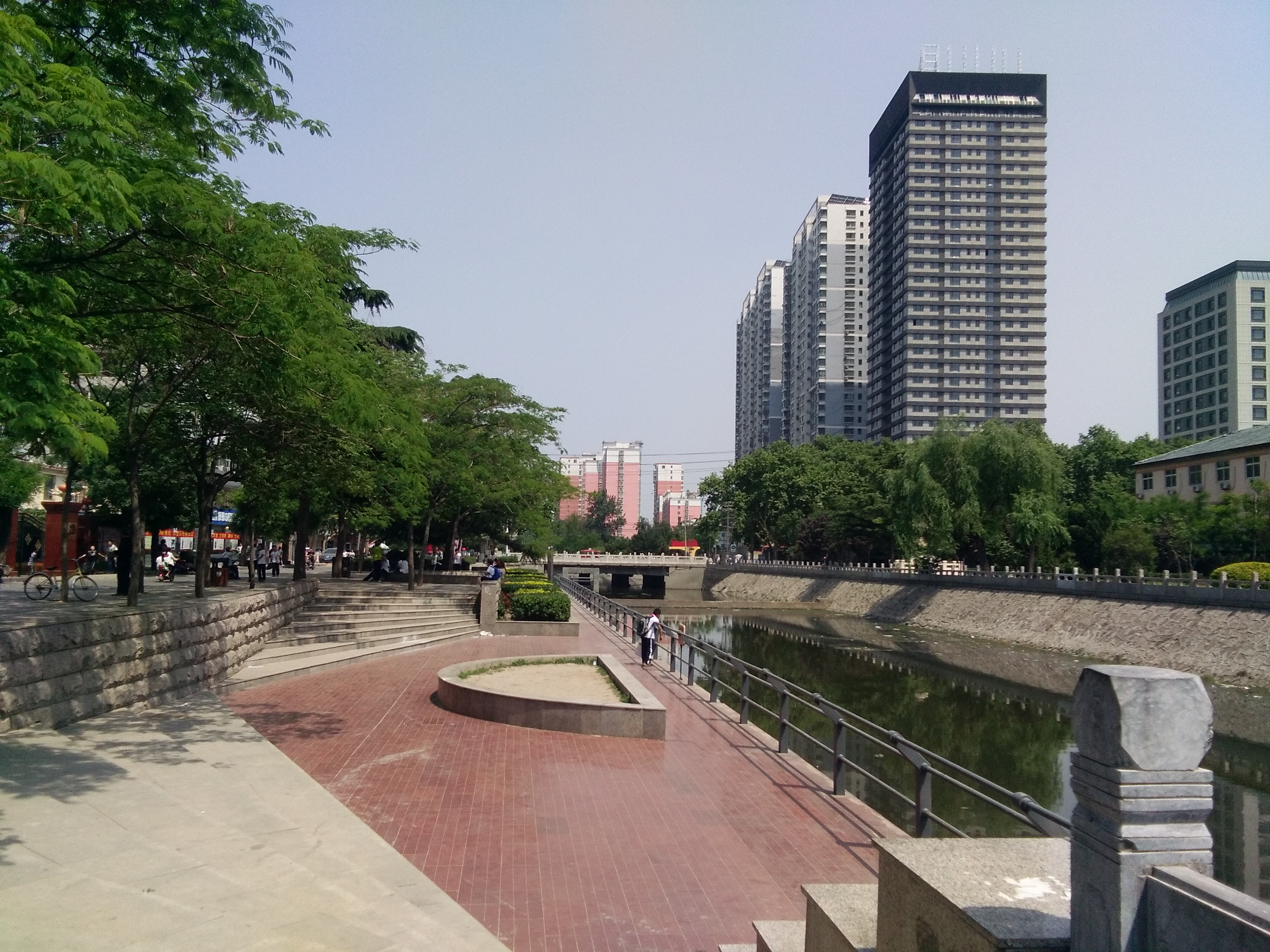
沁河公园景观
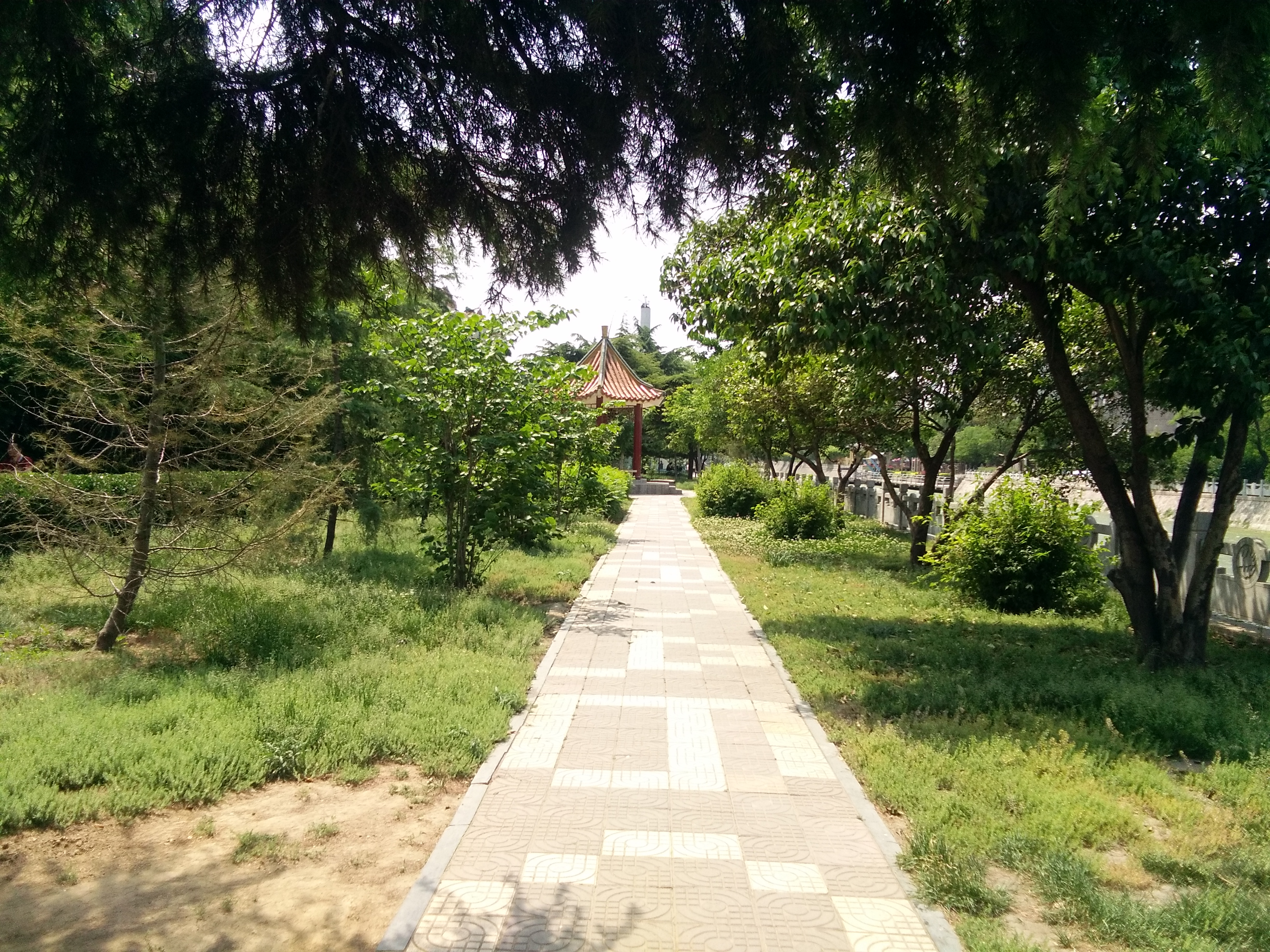
沁河公园里的小径
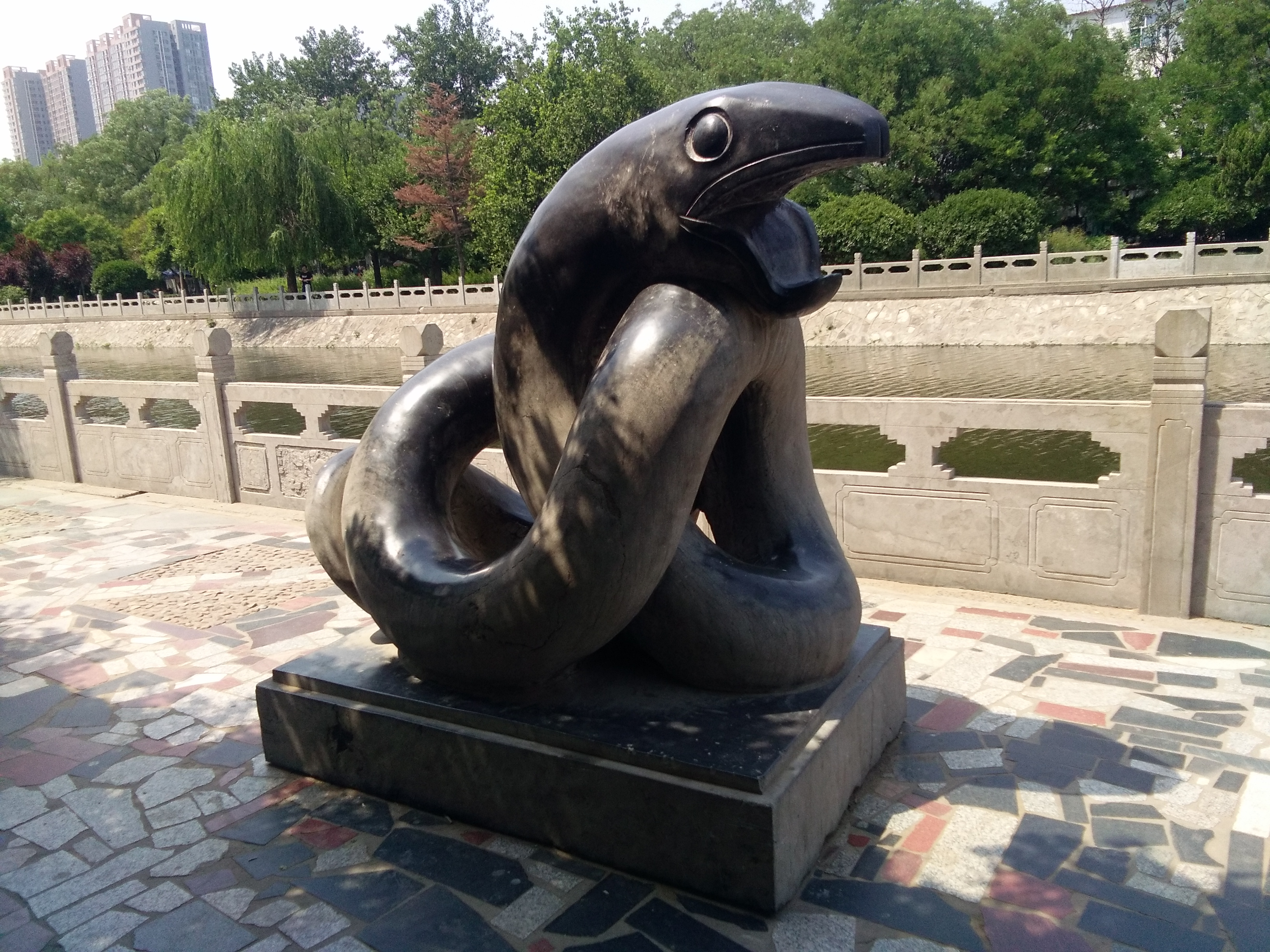
十二生肖石刻
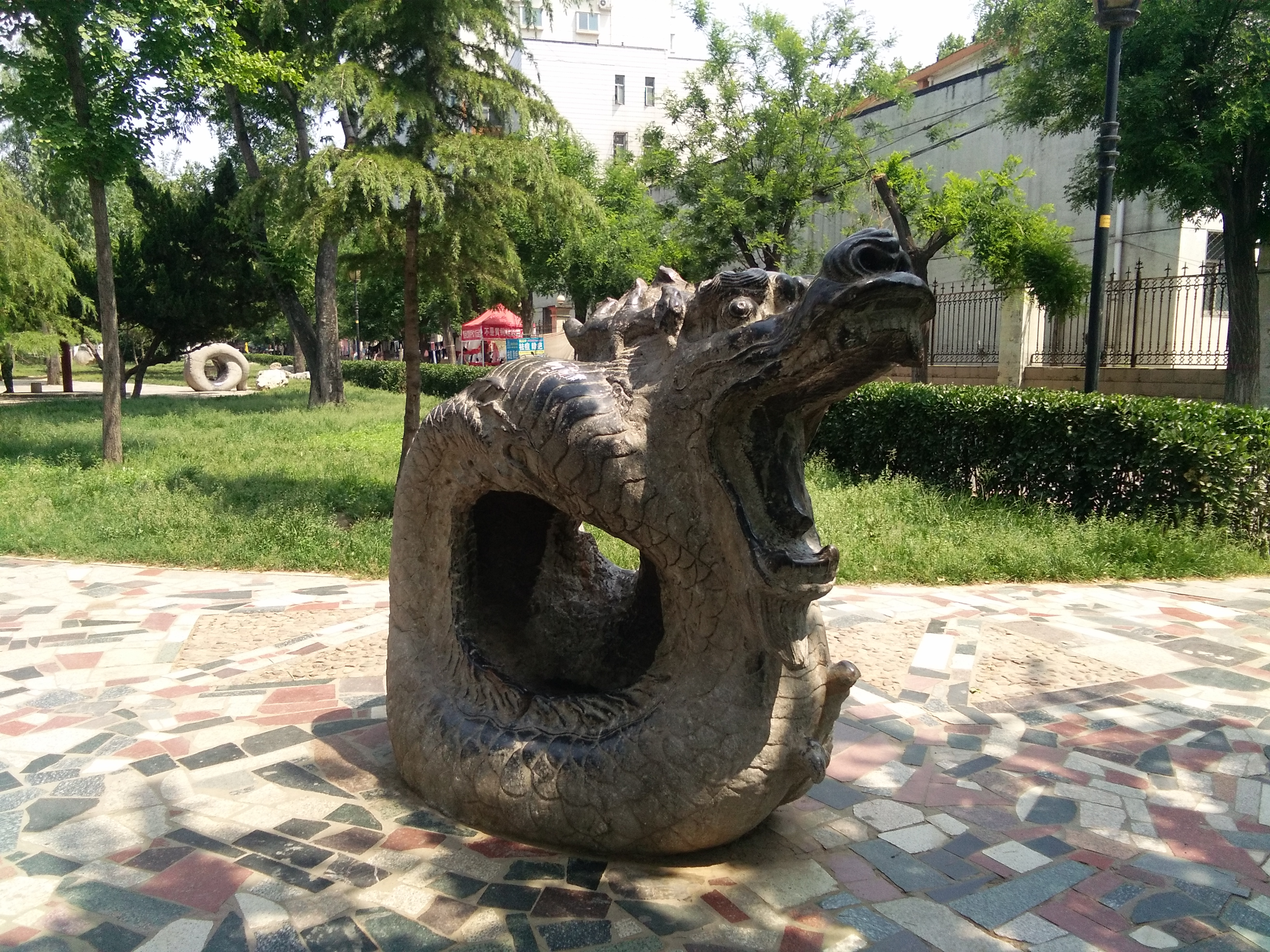
十二生肖石刻

## 破坏
由于沁河公园东西狭长，管理不便，在部分地段出现了栏杆被人为损毁，而且河堤也出现塌陷的痕迹。